# Media vita in morte sumus
Media vita in morte sumus heter en medeltida sång. I ett arrangemang av Michael McGlynn finns den inspelad på två skivor. Media Vita ligger till grund för de svenska psalmerna Vi på jorden leva här och Hela världen klagar sig.   
I 1937 års psalmbok nr 153 anges:  förreform.processionssång, v 1. - 
Luther 1524 Mytten wir ym leben synd (Mitten wir im Leben sind), O Petri (1529). I 1695 års psalmbok (nr 398) Wij som leffue på werlden her.  J O Wallin 1819 (nr 26) : Vi på jorden leva här.